# 中隈志保
中隈志保（なかくま しほ、10月3日 - ）は、日本の女性声優。福岡県出身。フリー。

## 来歴
総合学園ヒューマンアカデミー福岡校出身。AIR AGENCY声優養成所を経て、AIR AGENCY所属となった。
2019年12月15日、Twitterにて同日付けでAIR AGENCYを退所したことを発表した。

## 出演
太字はメインキャラクター。

### テレビアニメ
2010年
- 屍鬼（安森進）

2012年
- マジでオタクなイングリッシュ!りぼんちゃん 〜英語で戦う魔法少女〜（ナード）

2013年
- マジでオタクなイングリッシュ!りぼんちゃん the TV（ナード）

2014年
- ジョジョの奇妙な冒険 スターダストクルセイダース（少女）
- にゃ〜めん（とんこつにゃ〜めん）

2016年
- ゴッドイーター（空木レンカ〈赤ん坊時代〉）

2017年
- クレヨンしんちゃん（女性レポーター）

2019年
- あんさんぶるスターズ!（観客）

2020年
- Lapis Re:LiGHTs（生徒）

### ゲーム
2014年
- ウチの姫さまがいちばんカワイイ（ベティ・ソニック）
- ToHeartハートフルパーティ（金城夕海）
- ヒーローズプレイスメント（室戸深水、神居珠理、梅沢細雪）
- マジカルアイズ -Red is for anguish-（天河雫）

2015年
- 蒼穹のスカイガレオン（イクグイ、ヴェパール）

2017年
- クイズRPG 魔法使いと黒猫のウィズ（ヴィクトリア・ネルド）

### ラジオ
- にゃ〜にゃ〜めん(仮)（日テレオンデマンド：2014年1月16日 - ）

### その他コンテンツ
- リアルでレベル上げしたらほぼチートな人生になった（白き闇[9]）